# 2017년 포르투갈 산불

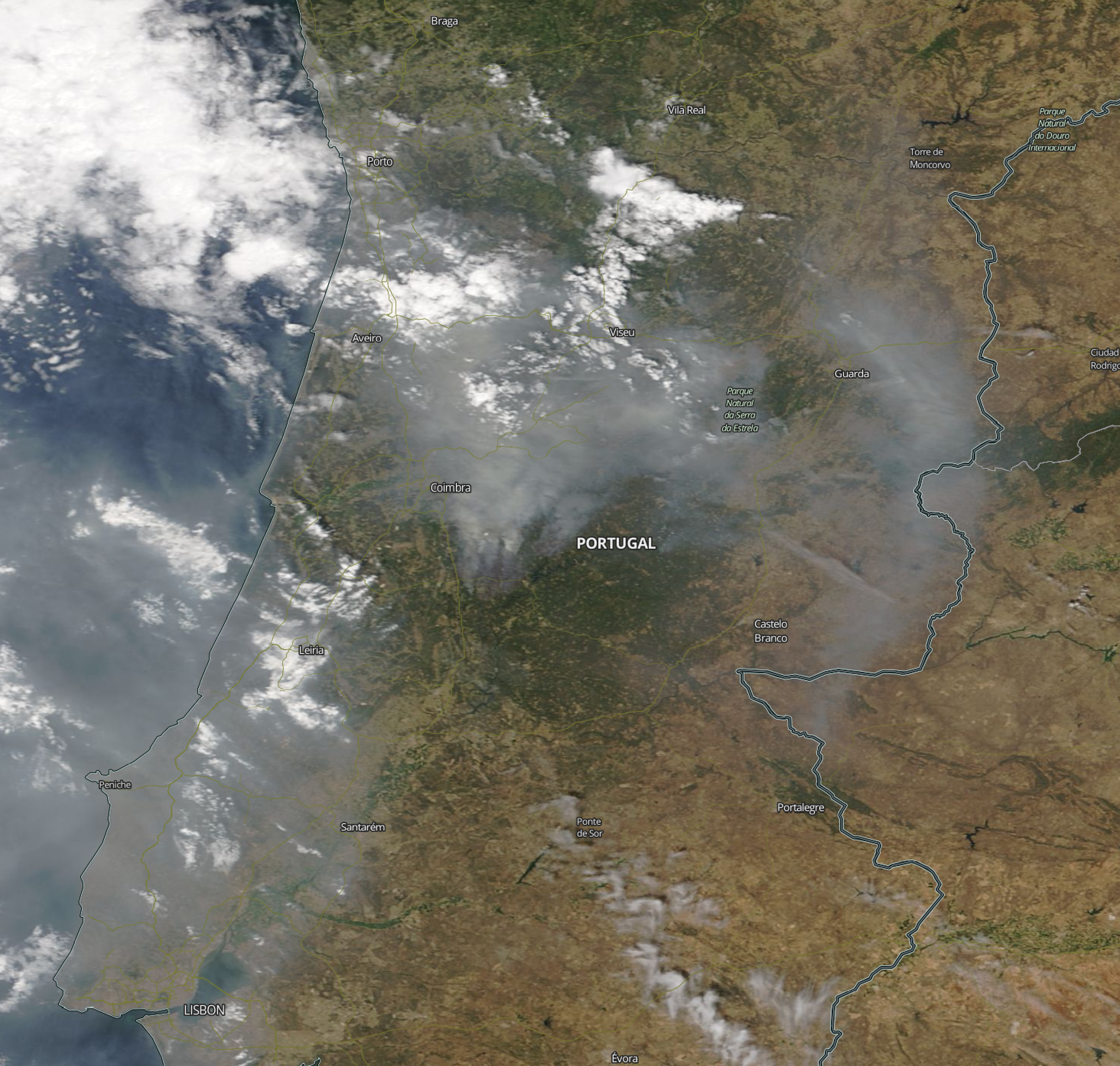

2017년 6월 17일 포르투갈에서 산불이 발생하여 적어도 62명이 사망하고 54명이 부상을 입었다. 대다수의 사망자는 페드로강그란드에서 피난민들로 있는 도로를 화재가 휩쓸었을 때 발생했다. 포르투갈 당국은 전국적으로 1,700명 이상의 소방관을 파견했으며 안토니오 코스타 총리는 3일간 전국 애도의 날로 선포했다.